# Угринович, Георгий Иванович
Гео́ргий Ива́нович Угринович (1910, Екатеринослав — 1989, Киев) — фотокорреспондент журнала «Украина», военный корреспондент ТАСС по Украине. Автор множества фотооткрыток.

## Биография
Георгий Иванович Угринович родился в 1910 году в Екатеринославе. Работал в журнале «Украина» в Киеве. Во время Великой Отечественной войны служил военным корреспондентом ТАСС по Украине. После окончания войны работал внештатным корреспондентом в издательстве Мистецтво. Похоронен на Берковецком кладбище.

## Избранные работы

### Иллюстрации к книгам
Работы Г. Угриновича были напечатаны в следующих изданиях:
- Львов. Месца выдання і выдавецтва вызначаны па слоўніку: Книговедение. — М., 1982. — С. 511.[1]
- По западу Белоруссии и Украины [Карты] : всесоюзные туристские маршруты 300-69-09 (№ 538), 213-69-03 (№ 539) / составлена и подготовлена фабрикой № 2 ГУГК в 1979 г. ; редакторы: Л. П. Колобова, Н. Ф. Туркина; фото Г. И. Угриновича, И. А. Кропивницкого, Г. С. Усламова[2]

### Открытки
- Мукачеве. Санаторій «Карпати» [Изоматериал] : [Открытка] / Фот. Г.Угринович[3]
- Пам’ятник героям-молодогвардійцям у м. Краснодоні [Выяўленчы матэрыял] : [паштоўка] / фота Г. Угриновича[4]
- На Івана Купала [Изоматериал] : з серії листівок «Село на нашій Україні» : [паштоўка] / фото Г. Угриновича[5]
- Дніпропетровськ [Выяўленчы матэрыял] : [серыя паштовак] / фото Г. Угриновича. — [1]: Державний університет[6]
- Львів [Выяўленчы матэрыял] : [серыя паштовак] / фото Г. Угриновича. — [3]: Міський будинок вчених[7]
- Одеса [Выяўленчы матэрыял] = Одесса : [камплект паштовак] / Фото А. А. Підберезького [і інш.][8]
- Львів [Выяўленчы матэрыял] : [серыя паштовак] / фото Г. Угриновича[9]
- Архитектурные памятники Украины [Изоматериал] = Архітектурні пам’ятки України : комплект открыток / художнє оформлення В. В. Машкова; редактор О. Г. Олешкевич[10]
- Дніпропетровськ [Выяўленчы матэрыял] : [серыя паштовак] / фото Г. Угриновича. — [3]: Куточок центрального парку відпочинку[11]
- Дніпропетровськ [Выяўленчы матэрыял] : [серыя паштовак] / фото Г. Угриновича. — [2]: Будинок головного універмагу[12]
- Львів [Выяўленчы матэрыял] : [серыя паштовак] / фото Г. Угриновича. — [2]: Державний оперний театр[13]
- Львів [Выяўленчы матэрыял] : [серыя паштовак] / фото Г. Угриновича. — [4]: Пам’ятник поету Адаму Міцкевичу[14]
- Львів [Изоматериал] = Lviv : [комплект открыток] / фото Георгия Ивановича Угриновича[15]
- Львів [Выяўленчы матэрыял] : [серыя паштовак] / фото Г. Угриновича. — [1]: Будинок Університету ім. Ів. Франка[16]
- Дніпропетровськ [Выяўленчы матэрыял] : [серыя паштовак] / фото Г. Угриновича[17]
- Львів [Выяўленчы матэрыял] : [серыя паштовак] / фото Г. Угриновича. — [5]: Центральна площа[18]